# Pousse-toi, chérie
Pour plus de détails, voir Fiche technique et Distribution.
Pousse-toi, chérie (titre original : Move Over, Darling) est un film américain réalisé par Michael Gordon, sorti en 1963.

## Synopsis
Ellen Arden revient chez elle, cinq ans après avoir disparu en mer lors d'un accident d'avion. Mais après l’avoir si longtemps cherchée et attendue, son mari Nick vient juste de se remarier avec Bianca. Et c'est le jour même de ce mariage qu'Ellen réapparaît, bien décidée à faire tourner court la nuit de noces.

## Fiche technique
- Titre original : Move Over, Darling
- Titre français : Pousse-toi, chérie
- Réalisation : Michael Gordon
- Scénario : Hal Kanter et Jack Sher d'après une histoire de Leo McCarey, Bella Spewack et Sam Spewack
- Photographie : Daniel L. Fapp
- Montage : Robert L. Simpson
- Musique : Lionel Newman
- Direction artistique : Hilyard M. Brown et Jack Martin Smith
- Décors : Paul S. Fox et Walter M. Scott
- Costumes : Moss Mabry, Marjorie Plecher (non créditée) et Mickey Sherrard (non crédité)
- Producteurs : Martin Melcher (en) et Aaron Rosenberg
- Société de production : Arcola Pictures
- Société de distribution : Twentieth Century Fox
- Pays de production : États-Unis
- Langue : Anglais
- Format : Couleur - Son : Mono (Westrex Recording System)
- Genre : Comédie , romance
- Durée : 103 minutes
- Dates de sortie : 
  - États-Unis : 19 décembre 1963 New York
  - États-Unis : 25 décembre 1963
  - France : 8 avril 1964
- Affiche : Macario Gómez Quibus (Espagne)

## Distribution
- Doris Day : Ellen Wagstaff Arden
- James Garner (VF : Bernard Woringer) : Nick Arden
- Polly Bergen (VF : Nadine Alari) : Bianca Steele Arden
- Thelma Ritter (VF : Marie Francey) : Grace Arden
- Fred Clark (VF : André Valmy) : M. Codd
- Don Knotts (VF : Guy Piérauld) : le vendeur de chaussures
- Elliott Reid (VF : Michel Roux) : Dr. Herman Schlick
- Edgar Buchanan (VF : René Blancard) : Juge Bryson
- John Astin (VF : Philippe Dumat) : Clyde Prokey
- Pat Harrington Jr. (VF : Jacques Thébault) : le procureur de la république
- Eddie Quillan : Bellboy
- Max Showalter (VF : Roger Rudel) : le réceptionniste de l'hôtel
- Rosa Turich (VF : Lita Recio) : Maria
- Sid Gould (VF : Jean Violette) : le serveur près de la piscine
- Harold Goodwin (VF : Maurice Pierrat) : l'huissier du tribunal
- Emile Meyer (VF : Marcel Painvin) : le 1er huissier des services judiciaires
- Brad Trumbull (VF : Pierre Collet) : le 2d huissier des services judiciaires
- John Harmon (VF : Albert Montigny) : le chauffeur de Taxi
- Alvy Moore : le serveur du room service
- Pami Lee : Jenny Arden
- Leslie Farrell : Didi Arden
- Chuck Connors (VF : Jean-Pierre Duclos) : "Adam" / Steven "Steve" Burkett

## À noter
- Le film est un remake de Mon épouse favorite (My Favorite Wife - 1940), réalisé par Garson Kanin, avec Irene Dunne et Cary Grant.
- Le tournage, inachevé, d'un premier remake, Something's Got to Give, avait débuté en 1962. Sous la direction de George Cukor, il devait avoir pour acteurs Marilyn Monroe et Dean Martin.
- La Twentieth Century Fox se trouvait alors dans une situation financière désastreuse, le tournage en extérieurs, à Rome, de Cléopâtre ayant englouti trente millions de dollars.
- Après un début de tournage plus que chaotique, en raison de la santé chancelante de Marilyn, de ses absences répétées, puis de son licenciement pour rupture de contrat, la Fox tente de reprendre le tournage, cette fois avec Lee Remick, mais cette dernière est immédiatement récusée par Dean Martin. La Fox accepte donc de reprendre le tournage avec Marilyn Monroe, mais celle-ci est retrouvée morte le 5 août 1962.
- La Fox trouvera finalement opportun en 1963 de reprendre le sujet de My Favorite Wife, sous le titre Move Over, Darling, le tournage se faisant avec un autre réalisateur et une distribution différente.